# Sawanobori
Sawanobori (沢登り, litt. « escalade de ruisseau ») désigne l'escalade le long des parois rocheuses d'une chute d'eau ou des berges d'un ruisselet, en progressant en direction de la source du cours d'eau. Cette pratique est une forme de grimpe traditionnelle originaire du Japon.

## Aperçu historique
La pratique de l'exploration des montagnes et de leurs alentours comme sport ou comme loisir apparaît au Japon dans les années 1860. Sous le règne de l'empereur Meiji, la politique d'isolement volontaire (sakoku), mise en place au XVIIe siècle par le shogunat Tokugawa, est remplacée par une politique de modernisation du pays. De nombreux Occidentaux séjournent au Japon et transmettent aux Japonais la culture européenne. Ainsi, l'homme d'Église britannique Walter Weston, auteur d'un ouvrage de référence sur les Alpes japonaises, est-il considéré comme « le père de l'alpinisme japonais ». Cependant, bien avant l'arrivée des Occidentaux, les habitants de l'archipel japonais avaient exploré l'espace montagnard de leur pays. Les premiers autochtones y chassent, ramassent des pierres, du bois et des plantes comestibles. À l'époque de Nara (710-794), des moines bouddhistes pratiquent des rituels religieux au sommets des montagnes et, vers la fin de l'époque d'Edo (1603-1868), des artistes parcourent les sentiers de montagne pour trouver l'inspiration. À partir du début du XXe siècle, les techniques d'escalade importées d'Europe se diversifient par intégration de pratiques culturelles spécifiquement japonaises ; le sawanobori connaît alors ses premiers développements.

## Pratique
Sawanobori est une forme de canyonisme. Il se distingue de celui-ci par le fait que sa pratique vise moins à réaliser une performance sportive qu'une exploration du milieu naturel montagnard. D'autre part, la progression du grimpeur sur le parcours d'escalade s'effectue suivant le sens opposé à celui de l'écoulement de l'eau ; il s'agit de remonter à la source d'un petit cours d'eau de montagne et, si possible, d'atteindre le sommet de la montagne. Ce dernier aspect de sawanobori correspond à une technique d'ascension d'une montagne héritée des yamabushi, moines ascétiques montagnards adeptes du shugendō.
Tout comme pour le canyonisme, le cours du ruisseau est le plus souvent parcouru à pied. Les sections de ruisseau comme les gorges sont parfois remontées à la nage. Et la progression sur corde est rarement employée.